# Relevant Film
Die Relevant Film Produktionsgesellschaft (Eigenschreibweise in Großbuchstaben) ist eine unabhängige Filmproduktionsunternehmung mit Sitz in Hamburg, die 1993 von Heike Wiehle-Timm und Peter Timm gegründet wurde.

## Tätigkeitsfelder
Neben der Realisierung der Spielfilme von Peter Timm – so 2009 die deutsch-deutsche Liebeskomödie Liebe Mauer – produziert Relevant Film Prime-Time-TV-Movies und Kinospielfilme sowie Fernsehserien. Zu den Kinofilmen gehören unter anderem Blueprint von Rolf Schübel mit Franka Potente und der vielfach ausgezeichnete Debütfilm von Dror Zahavi, Alles für meinen Vater, der auf zahlreichen internationalen Filmfestivals gezeigt wurde. Auch viele der Relevant-TV-Produktionen finden Festival-Beachtung, so Eine Nacht im Grandhotel von Thorsten Näter und Der Tote am Strand von Martin Enlen. Außerdem entwickelt und produziert das Hamburger Unternehmen die mit dem Emil ausgezeichnete Fernsehserie Rennschwein Rudi Rüssel, die seit 2008 in der ARD gezeigt wird und auf dem gleichnamigen Kinderbuch von Uwe Timm beruht.
Relevant Film ist Mitglied in der Allianz Deutscher Produzenten – Film & Fernsehen und im Freundeskreis Filmfest Hamburg e. V.

## Auszeichnungen
- 2016: Filmfest Hamburg – Hamburger Produzentenpreis für Deutsche Fernsehproduktionen für Apropos Glück
- 2018: Filmfest Hamburg – Hamburger Produzentenpreis für Deutsche Fernsehproduktionen für Aufbruch in die Freiheit (Regie: Isabel Kleefeld)[3]
- 2019: Goldene Kamera – Bester Fernsehfilm Aufbruch in die Freiheit
- 2019: Deutscher Fernsehpreis – Bester Fernsehfilm Aufbruch in die Freiheit
- 2019: Bayerischer Fernsehpreis – Beste Hauptdarstellerin Aufbruch in die Freiheit
- 2019: Festival des deutschen Films Ludwigshafen - Medienkulturpreis Und wer nimmt den Hund?
- 2019: Deutscher Filmpreis – Lola als Bester Kinderfilm Rocca verändert die Welt (Regie: Katja Benrath)
- 2019: Festival des Deutschen Films Ludwigshafen - Goldener Nils der Kinderjury für Rocca verändert die Welt
- 2019: Zlín Film Festival - Bester Film Rocca verändert die Welt
- 2019: Giffoni Film Festival - Best Film in competition +6 Rocca verändert die Welt
- 2019: RIGA International Film Festival - Bester Film Rocca verändert die Welt
- 2019: Children´s Film Festival Listapad IFF Rocca verändert die Welt
- 2022: Filmfest München - Bernd-Burgemeister-Preis für herausragende Produzentenleistung So laut du kannst (Regie: Rainer Kaufmann)
- 2022: Biberacher Filmfestspiele - Biber für besten TV-Film So laut du kannst

## Filmografie

### Kinoproduktionen
- 1993: Einfach nur Liebe (Regie: Peter Timm)
- 1995: Die Putzfraueninsel (Regie: Peter Timm)
- 1996: Dumm gelaufen (Regie: Peter Timm)
- 2001: Der Zimmerspringbrunnen (Regie: Peter Timm)
- 2004: Blueprint (Regie: Rolf Schübel)
- 2007: Rennschwein Rudi Rüssel 2 – Rudi rennt wieder (Regie: Peter Timm)
- 2008: Alles für meinen Vater (Sof Shavua B’Tel Aviv) (Regie: Dror Zahavi)
- 2009: Liebe Mauer (Regie: Peter Timm)
- 2019: Rocca verändert die Welt (Regie: Katja Benrath)
- 2019: Und wer nimmt den Hund? (Regie: Rainer Kaufmann)
- 2023: Weißt du noch (Regie: Rainer Kaufmann)

### Fernsehproduktionen
- 1996: Zwei Leben hat die Liebe (Regie: Peter Timm)
- 1997: Ferkel Fritz (Regie: Peter Timm)
- 1997: Andrea und Marie (Regie: Martin Enlen)
- 1997: Vergewaltigt – Eine Frau schlägt zurück (Regie: Martin Enlen)
- 1998: Millennium Love (Regie: Peter Timm)
- 1999: Und morgen geht die Sonne wieder auf (Regie: Johannes Fabrick)
- 1999: Zärtliche Sterne (Regie: Julian Roman Pölsler)
- 1999: Zwei Mädels auf Mallorca (Regie: Dror Zahavi)
- 2000: Alptraum einer Ehe (Regie: Johannes Fabrick)
- 2000: Die Salsa-Prinzessin (Regie: Dror Zahavi)
- 2002: Sektion – Die Sprache der Toten (Regie: Markus Bräutigam)
- 2002: Familie XXL (Regie: Peter Timm)
- 2004: Zwei Wochen für uns (Regie: René Heisig)
- 2004: Liebe in der Warteschleife (Regie: Dennis Satin)
- 2005: Charlotte und ihre Männer (Regie: Dirk Kummer)
- 2006: Einfache Leute (Regie: Thorsten Näter)
- 2006: Der Tote am Strand (Regie: Martin Enlen)
- 2007: Das Geheimnis meiner Schwester (Regie: Bettina Woernle)
- 2007: Wie küsst man einen Millionär? (Regie: Zoltan Spirandelli)
- 2008: Späte Rache – Eine Familie wehrt sich (Regie: Thorsten Näter)
- 2008: Eine Nacht im Grandhotel (Regie: Thorsten Näter)
- 2009: Frischer Wind (Regie: Imogen Kimmel)
- 2011: Pilgerfahrt nach Padua (Regie: Jan Růžička)
- 2011: Tod am Engelstein (Regie: Christiane Balthasar)
- 2011: Weihnachten … ohne mich, mein Schatz! (Regie: Dennis Satin)
- 2012: Halbe Hundert (Regie: Matthias Tiefenbacher)
- 2012: Auslandseinsatz (Regie: Till Endemann)
- 2012: Mit geradem Rücken (Regie: Florian Froschmayer)
- 2013: Nur eine Nacht (Regie: Thorsten Näter)
- 2013: Der Tote im Watt (Regie: Maris Pfeiffer)
- 2013: Beste Freundinnen (Regie: Thomas Jauch)
- 2014: Immer wieder anders (Regie: Matthias Steurer)
- 2014: Die Zeit mit Euch (Regie: Stefan Krohmer)
- 2015: Tod auf der Insel (Regie: Nikolai Rohde)
- 2016: Heiraten ist nichts für Feiglinge (Regie: Holger Haase)
- 2016: Mein Sohn, der Klugscheißer (Regie: Pia Strietmann)
- 2016: Apropos Glück (Regie: Ulrike Grote)
- 2017: Schwarzbrot in Thailand (Regie: Florian Gärtner)
- 2017: Ein Lächeln nachts um vier (Regie: Jan Růžička)
- 2018: Endlich Gardasee! (Regie: Ulrike Grote)
- 2018: Aufbruch in die Freiheit (Regie: Isabel Kleefeld)
- 2019: Und wer nimmt den Hund? (Regie: Rainer Kaufmann)
- 2019: Weihnachten im Schnee (Regie: Till Franzen)
- 2020: Plötzlich so still (Regie: Lars-Gunnar Lotz)
- 2021: Wir bleiben Freunde (Regie: Hansjörg Thurn)
- 2021: Alice im Weihnachtsland (Regie: Petra Katharina Wagner)
- 2022: So laut du kannst (Regie: Esther Bialas)
- 2022: Laufen (Regie: Rainer Kaufmann)
- 2022: Ein Taxi zur Bescherung (Regie: Dirk Kummer)
- 2023: Tod in der Bucht – Ein Kreta-Krimi (Regie: Constanze Knoche)
- 2024: Wer ohne Schuld ist (Regie: Sabrina Sarabi)

### Serien
- 2007: Rennschwein Rudi Rüssel – 1. Staffel (Regie: Rolf Wellingerhof, Wolfgang Groos)
- 2008: Rennschwein Rudi Rüssel – 2. Staffel (Regie: Rolf Wellingerhof, Wolfgang Groos)
- 2009: Rennschwein Rudi Rüssel – 3. Staffel (Regie: Rolf Wellingerhof, Wolfgang Groos)